# Критъндън (окръг, Кентъки)
Окръг Критъндън (на английски: Crittenden County) е окръг в щата Кентъки, Съединени американски щати. Площта му е 961 km², а населението - 9384 души (2000). Административен център е град Мариън.